# 瓦爾特·戴維森

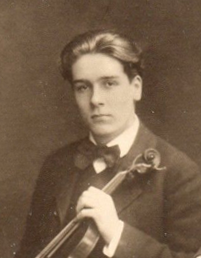
戴維森（約於1910年）

瓦爾特·戴維森（德語：Walther Davisson，1885年12月15日—1973年7月18日），德國小提琴演奏家、指揮家。
戴維森出生於法兰克福，1900年至1906年間於霍赫音樂院就讀，與Johann Naret-Koning、Adolf Rebner學習。畢業後，在後者創建的四重奏中擔任第二小提琴，至1913年止。此外，一直到1918年為止，他也在當地從事小提琴教學。之後轉往萊比錫音樂院，負責樂團指揮，以及院長Max Pauer的二把手。1932年，他成為萊比錫音樂院的院長。1950至1954年間，戴維森回歸法蘭克福，擔任由法蘭克福音樂院與霍赫音乐院合併整建後的新機構之藝術總監一職。
在教育事業之外，戴維森亦從事編輯，經手的作品有：马萨斯《華麗練習曲》（Études Brillantes），以及施波尔、羅德的協奏曲等。
指揮方面，他於五〇年代與鋼琴家Friedrich Wührer合作，錄製了一些鋼琴協奏曲，由美國唱片品牌Vox發行。
1973年7月18日，戴維森於巴特洪堡逝世。

## 獲獎與榮譽
- 德國联邦十字勋章

## 外部連結
- 瓦爾特·戴維森的免费乐谱，由国际乐谱典藏计划提供